# Batalla del Pujol de Son Sabater
La batalla del Pujol de Son Sabater fou un dels primers grans enfrontaments de la Germania de Mallorca de l'any 1522. L'enfrontament tingué lloc durant la nit del 14 al 15 d'agost i marcà un punt d'inflexió en la lluita entre els sectors populars revoltats i les forces lleials a la monarquia de Carles V.

## Els fets
Durant l'any 1522, el moviment agermanat dominava bona part del territori mallorquí. Havien ocupat Ciutat i obligat el lloctinent reial a fugir. Només Alcúdia resistia fidel al rei. Amb l'objectiu de controlar aquesta darrera plaça, els agermanats establiren punts de vigilància estratègics, com al torrent de Siurana i la torre de Vernissa.
La nit del 14 d'agost, un grup d'homes sortí d'Alcúdia i atacà per sorpresa les posicions agermanades. Tot seguit es dirigiren cap a sa Pobla. Davant aquesta incursió, els agermanats poblers intentaren contraatacar, però foren envoltats per més forces reialistes provinents d'Alcúdia i Muro. El xoc entre ambdós bàndols es produí a les marjals de Crestatx i del Pujol de Son Sabater. Les fonts descriuen una batalla amb més de tres mil combatents implicats. Les baixes foren nombroses: s'estima que hi hagué uns quatre-cents morts.
Tot i la manca de consens sobre el resultat de la batalla, aquesta acció dificultà la coordinació dels revoltats entre sa Pobla i Pollença i facilità l'avenç de les forces lleials al rei.

## La repressió i les derrotes posteriors
A l'octubre de 1522, reforços reials desembarcaren a Alcúdia amb un contingent format per quatre galeres, tretze vaixells i tres mil soldats. A partir d'aleshores, els agermanats sofriren diverses derrotes decisives: a Pollença, a Son Fornari i finalment a al batalla del Rafal Garcés.
La derrota tingué conseqüències severes per sa Pobla: es va imposar a la vila una multa de 1.667 lliures i diversos poblers foren condemnats a mort. Amb tot, alguns membres de famílies nobles locals també simpatitzaren amb la revolta, com els Cerdà de Vernissa, els Serra de Gaieta i els Serra de Beniatria.
La batalla definitiva al nord de l'illa es produí el 3 de novembre a Son Fornari, dins el terme de sa Pobla. Amb més d'un miler d'agermanats morts, l'exèrcit popular quedà pràcticament desarticulat i la resistència popular fou vençuda. Això obrí el camí per a la capitulació de Ciutat i la fi de la revolta.

## Record i commemoració
El rector de sa Pobla, mossèn Joan Parera, a principis del segle xx impulsà la instal·lació d'una làpida commemorativa a Can Fornari (actualment desapareguda) i encarregà el gravat del número 1522 sobre una gran roca del Pujol de Son Sabater. Aquesta inscripció monumental es conserva encara avui com a record de la batalla.